# Mabam
Mabam est un village du Cameroun situé dans la région de l’Est, le département du Haut-Nyong et la commune de Ngoyla.

## Population
En 2005, le village d'Adjela comporte 244 habitants, dont 131 hommes et 113 femmes. 
Ce village fait partie de la ville de Ngoyla, créée en 1995.

## Économie
L'économie du village est essentiellement basé sur l'agriculture de rente (agriculture destinée à la vente) et l'agriculture vivrière (agriculture destinée  à l'autoconsommation). Bien que le village soit riche en ressources, les rendements demeurent faibles. 

## Religion
Les principales religions comprennent :
- Christianisme protestant ;
- Christianisme catholique ;
- Islam.

## Langue
Le langue utilisée principalement est le Ndjem.